# 변론조서
변론조서(辯論調書)는 구술변론의 경과를 공증하기 위해 법원사무관 등이 기일마다 작성하는 서류(민사소송법 제141조)를 말한다. 조서에는 변론의 형식에 관해 민사소송법상 정해진 형식적 기재사항을 갖추어야만 한다.

## 참고 문헌
- 조상희, 『법학전문대학원 민사소송법 기본강의』. 한국학술정보(주), 2009. ISBN 9788953423077